# Balthasar Kleinschroth
Balthasar Kleinschroth (* ca. 1651; † nach 1683, wahrscheinlich nach 1695) war ein katholischer Geistlicher, Komponist und Sängerknabenpräfekt des Stiftes Heiligenkreuz. Sein tagebuchartiger Augenzeugenbericht Flucht und Zuflucht ist ein wichtiger Quellentext für die Geschehnisse der Zweiten Wiener Türkenbelagerung 1683 in Niederösterreich.

## Leben
Kleinschroths genaue Lebensdaten, sein Geburts- und Sterbeort sind unbekannt. Er war jedenfalls verwandtschaftlich eng mit dem Zisterzienserstift Heiligenkreuz und seiner Umgebung verbunden. Mit einem Konventualen, der später Abt in Säusenstein wurde, war er verschwägert, mit dem Wirt des Heiligenkreuzer Klostergasthauses verwandt; weitere Blutsverwandtschaft verband ihn mit Einwohnern des Dorfes Kaisersteinbruch, einer ehemaligen Grundherrschaft des Stiftes. Seine Schwester Anna Kleinschrothin heiratete nach 1681 den Kaisersteinbrucher Steinmetzmeister und Bildhauer Antonius Pery.
Als Kind kam Kleinschroth in die Sängerknabenschule von Heiligenkreuz, wo seine Anwesenheit für mindestens 1663 bis 1665 belegt ist. Höhere theologische Studien absolvierte er bei den Jesuiten in Wien; wohnhaft war er im benachbarten Wiener Heiligenkreuzerhof. Sein dortiger Aufenthalt wurde ihm vom Abt des Stiftes bezahlt, allerdings war er nicht für den Klostereintritt bestimmt, sondern dem Dienst als Diözesanpriester.
Bereits vor der Priesterweihe leitete er in den Jahren 1673–1674 die Heiligenkreuzer Sängerknaben als Dirigent; er wirkte auch in anderen Klöstern, etwa Seitenstetten. Als Priester kehrte er in den Wienerwald zurück und war Präfekt bzw. Regens Chori vom 10. April 1678 bis zum 8. Juli 1683. An diesem Tag floh er mit 12 Buben aus dem Stift vor der bedrohlichen Ankunft der Osmanen. Ziel war zuerst Mariazell, später Linz, schließlich Passau. Die Beschreibung dieser geglückten Flucht sollte ihn berühmt machen.
Am 7. Juli kam es bei Petronell zu einem Gefecht zwischen Kaiserlichen und Tataren, das für die ersten in einer Niederlage mit 300 Gefallenen endete und auf die Einwohner von Wien so demoralisierend wirkte, dass 60.000 Menschen aus der Stadt flohen. Am 8. Juli brach Kleinschrodt frühmorgens zur Flucht auf. Das war gerade noch rechtzeitig: die Verteidigung des Viertels unter dem Wienerwald wurde aufgegeben, die Garnisonen abgezogen (ausgenommen Wiener Neustadt und St. Pölten). Bereits am 12. Juli wurde Hainburg erobert und am 14. Juli entschlossen sich die Einwohner von Baden unter dem Eindruck des Massakers im benachbarten Pfaffstätten (mit angeblich nur drei Überlebenden) zur Flucht. Sie wurden allerdings bei Klausen-Leopoldsdorf eingeholt und weitgehend niedergemetzelt (848 Opfer).
Die Flucht der heterogenen Gruppe (es waren auch Kinder unter 12 Jahren dabei) führte über Lilienfeld (8.–10. Juli) nach Kremsmünster, wo die Gefahr abgewartet wurde. Gefährlich waren nicht nur die tatarischen Streifscharen, die plünderten und auf Sklavenjagd waren (insbesondere auf Kinder), sondern auch aufrührerische Bauern, die sich von der Obrigkeit im Stich gelassen fühlten und besonders den Jesuiten die Schuld für die instabile Situation in Ungarn gaben.
Das am 14. Juli niedergebrannte Stift Heiligenkreuz – Kleinschrott kehrte noch im Herbst 1683 zurück, um sich zu informieren – war noch Jahre nach dem Türkensturm so verwüstet, dass für Kleinschroth und seine Schüler keine Aussicht auf eine baldige Fortsetzung einer pädagogischen oder musikalischen Tätigkeit Aussicht bestand. Er wurde  nach den Monaten der Flucht Kapellmeister am königlichen Damenstift zu Hall in Tirol.  Von seinem weiteren Wirken ist wenig bekannt.

## Flucht und Zuflucht1683
Kleinschroths Werk Flucht und Zuflucht ist  eine Art Kriegstagebuch der Geschehnisse, eine, wie er selbst schreibt, „einfältiche doch wahrhaffte fluchts und Zuefluchts beschreibung“. Im persönlichen Erzählstil gehalten gibt es Dialoge ebenso wieder wie die erschreckenden Eindrücke von am Wegesrand liegenden Leichen und den verwüsteten Sakralbauten. Flucht und Zuflucht ist in zwei Auflagen erschienen und gilt aufgrund der Vertrautheit des Verfassers mit dem klösterlichen Alltag der Frühen Neuzeit als besonders wertvolle Quelle. Es enthält Beschreibungen von (zusätzlich zu den oben genannten Klöstern) Melk und Wilhering.
Kleinschrodt verfasste den Bericht auf Bitten „viller patronen und freund, welche mich offt darvon gehört“. Er beendete die Niederschrift am 5. März 1686. Die Edition von Hermann Waltzl enthält nur Teile des Berichts, vor allem die eigentliche Flucht aus Heiligenkreuz vor den Osmanen. Nicht mit aufgenommen sind die Krankengeschichte Kleinschrodts (er erkrankte drei Wochen im September 1683), die Reise von Wien nach Oberösterreich (im Spätherbst 1683 nach der türkischen Niederlage) und die Schilderung von Krankheit und Tod des Sängerknaben Anton Liedtmayer in Hall in Tirol, der Kleinschrodt sehr naheging.

## Werke
- Flucht und Zuflucht. Das Tagebuch des Priesters Balthasar Kleinschroth aus dem Türkenjahr 1683. Herausgegeben von Hermann Watzl. Graz, Köln (Böhlau) 1956, 251 S. (= Forschungen zur Landeskunde von Niederösterreich. Band 8).
- Fortsetzung Der Hülff- und Gnaden-Zaichen, die Gott durch Fürbitt Seiner Wunderbarlichen Mutter und Seeligsten Jungfrauen Mariae, Bey der H. Capell und Gotts-Hauß Alten-Oetting In Nideren Bayren. München 1695, S. 212.